# Coris pictoides
Coris pictoides es una especie de peces de la familia Labridae en el orden de los Perciformes.

## Morfología
Los machos pueden llegar alcanzar los 15 cm de longitud total.

## Distribución geográfica
Se encuentra en las Filipinas, Indonesia, Australia (Australia Occidental) y Taiwán.